# Akan (volcan)
Pour les articles homonymes, voir Akan.
L'Akan est un ensemble volcanique du Japon comprenant plusieurs cônes et cratères groupés autour d'une caldeira. Il fait partie de la liste des 100 montagnes célèbres du Japon.

## Géographie

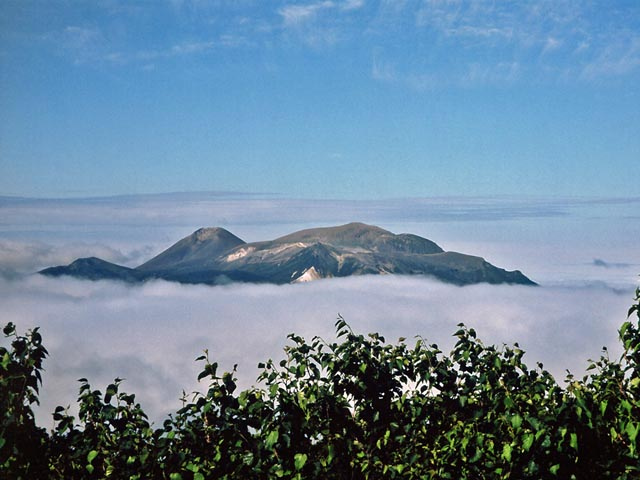
Les monts Meakan (à droite) et Akan Fuji (à gauche) vus depuis le mont Oakan, en 2008.

L'Akan est situé sur l'île d'Hokkaidō. Il comprend plusieurs sommets :
- Akan Fuji
- Mont Fuppushi
- Mont Furebetsu
- Mont Higashidake
- Mont Kenga
- Mont Kitayama
- Mont Meakan
- Mont Minamidake
- Mont Nishiyama
- Mont Oakan

## Histoire éruptive
Sa dernière éruption remonte à la fin 2008.